# Гордиенко, Ерофей Иванович
Ерофей Иванович Гордиенко (укр. Єрофій Іванович Гордієнко; 1880—1948) — украинский и советский спортсмен и тренер.

## Биография
Родился в 1880 году в Киеве.
Занимался спортом — тяжёлой атлетикой и борьбой. Начинал печником в спортивном зале, где тренировались дети богатых родителей. Вскоре сам стал спортсменом-тяжелоатлетом. Был учеником киевского врача, дворянина — Евгения Гарнич-Гарницкого.
После Октябрьской революции стал работать в атлетическом зале печником, заведующим и тренером. Занялся тренерской работой. Был членом киевского атлетического общества. В 1921 году основал и возглавил Киевскую тяжелоатлетическую лигу. В 1922 году в Харькове организовал и провёл в качестве судьи соревнования по тяжёлой атлетике по программе 1-й Всеукраинской олимпиады.
В числе воспитанников Ерофея Ивановича Гордиенко — П. Махницкий, Н. Сажко, Ф. Гриненко, П. Латушкин, С. Тонкопей, Я. Шепелянский, Д. Эхт, Ф. Кондратьев.
Умер в 1948 году в Киеве.